# 奥野翼
奥野 翼（おくの つばさ、1994年5月24日 - ）は、日本の俳優、ダンサー、作家。宮崎県宮崎市出身で、所属事務所は株式会社ベンヌ。
ミュージカル『東京リベンジャーズ』や特撮アクション映画『温泉シャーク』などに出演する傍らで小説の執筆活動も行っている 。

## 略歴
2017年、音楽ゲーム原作のライブイベント「うたの☆プリンスさまっ♪ QUARTET NIGHT LIVE FUTURE 2018」にツアーダンサーとして参加し、エンターテインメント業界での活動を開始する 。
2021年2月、2.5次元ダンスライブ舞台「ALIVESTAGE外伝 ZIX STAGE『Break It!』」にダンサーとして出演 。同年11月には人気漫画原作の舞台『ワールドトリガー the Stage』で歌川遼役を演じ、舞台俳優デビューを果たした 。
2022年8月、公演第2弾となる舞台『ワールドトリガー the Stage 大規模侵攻編』にも引き続き歌川遼役で出演した 。また、2022年12月には青春群像劇の舞台「Regulation’s High!」にて辻役を務めている 。
2023年11月、和久井健原作の漫画を基にしたミュージカル『東京リベンジャーズ』にアンサンブルキャストとして出演した 。
その後、活動の場を映画にも広げ、2024年7月公開の特撮アクション映画『温泉シャーク』に出演している 。同作は奥野にとって初の映画出演作品となった。
2025年、宮崎県延岡市の映像レジデンス・プログラム「Connect & Create NOBEOKA」内で制作されたショートフィルム『アイスクリームシンドローム』に主演。同作は市民参加型映像祭「Connect & Create NOBEOKA Movie Festival 2024」にてグランプリを受賞した。

## 人物
宮崎県宮崎市生まれ。身長176cm、血液型A型 。趣味は読書、散歩、絵描き、特技はダンス。
俳優業と並行して創作活動にも熱心で、小説執筆にも取り組んでいる 。2024年9月には初の個展「振り返ればすべて花」を東京・下北沢で開催し、自身が綴った文章や写真を展示した 。また同年10月には上京タイムズ主催のイベント「TOKYO 47 BOUQUET」に合わせて“上京”をテーマに小説を執筆し、ゲストとしてイベントに参加した 。こうした執筆活動も含め、多方面で創作表現を追求している。

## 出演作品

### 舞台
- ALIVESTAGE外伝 ZIX STAGE『Break It!』（2021年2月） - ダンサー出演
- ワールドトリガー the Stage（2021年11月） - 歌川遼 役
- ワールドトリガー the Stage 大規模侵攻編（2022年8月） - 歌川遼 役
- Regulation’s High!（2022年12月） - 辻 役
- ミュージカル『東京リベンジャーズ』（2023年11月） - アンサンブル出演

### 映画
- 『温泉シャーク』（2024年）

### ミュージック・ビデオ
- JUJU「STAYIN' ALIVE」

### ライブ
- うたの☆プリンスさまっ♪「QUARTET NIGHT LIVE FUTURE 2018」（2017年） - ツアーダンサー